# قسم تخت جلغة الريفي (مقاطعة فيروزة)
قسم تخت جلغة الريفي (بالفارسية: دهستان تخت جلگه) هي منطقة ريفية تقع في قسم في إيران. يقدر عدد سكانها بـ 13,063 نسمة .